# Маша ван дер Варт
Маша ван дер Варт (нід. Macha van der Vaart, 17 квітня 1972) — нідерландська хокеїстка на траві.
Срібна призерка Олімпійських Ігор 2004 року, бронзова призерка 2000 року.
Чемпіонка Європи 1999 року.
Срібна призерка Чемпіонату світу 2002 року.
Переможниця Трофею чемпіонів 2000 року, срібна призерка 1999, 2001 років, бронзова призерка 2002, 2003 років.